# Thoirette-Coisia
Thoirette-Coisia is een gemeente in het Franse departement Jura (regio Bourgogne-Franche-Comté). De plaats maakt deel uit van het arrondissement Lons-le-Saunier. Thoirette-Coisia is op 1 januari 2017 ontstaan door de fusie van de gemeenten Thoirette en Coisia.

## Geografie

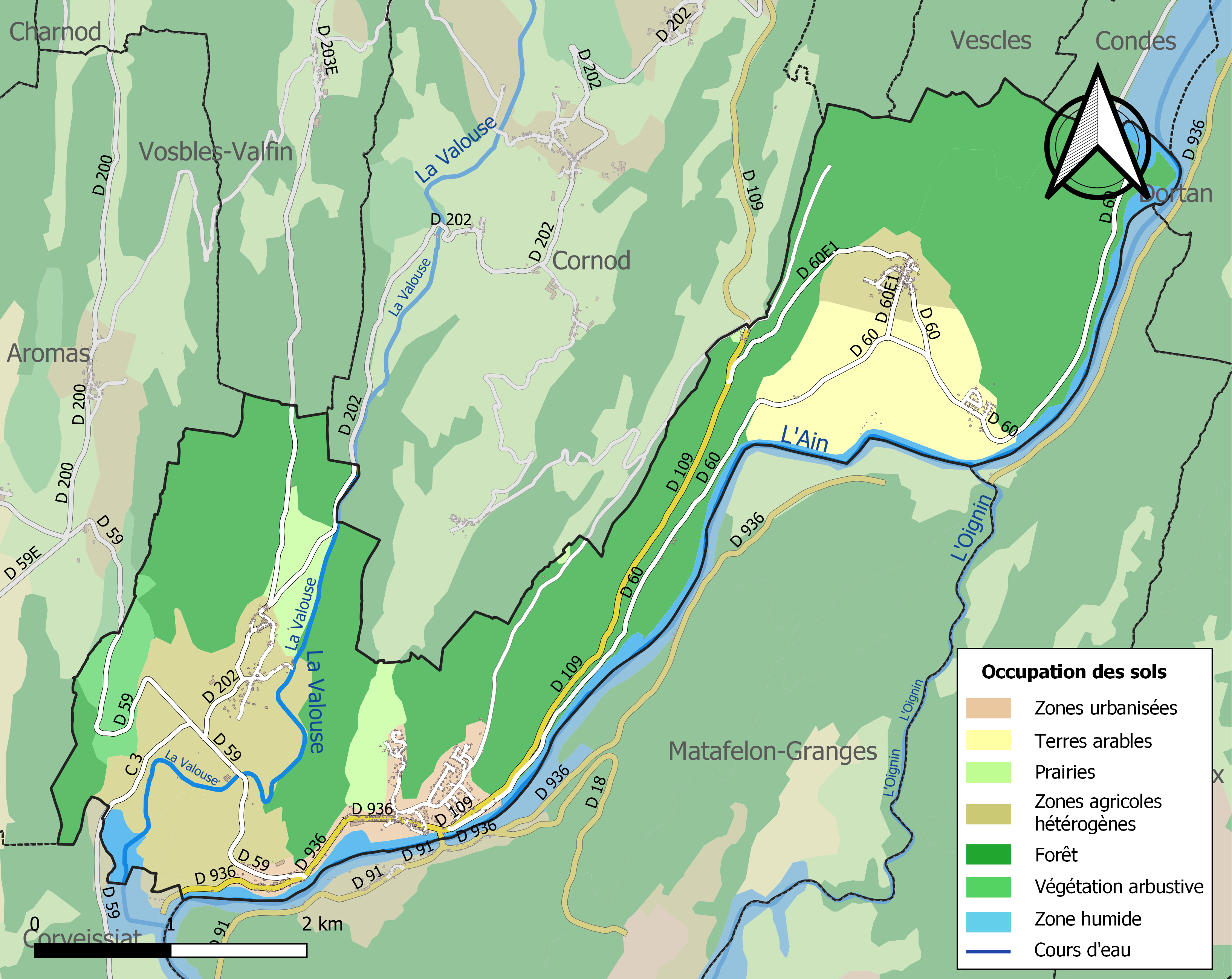
Kaart van de gemeente met de belangrijkste infrastructuur, bodemgebruik en omliggende gemeenten